# José Rujano
José Humberto Rujano Guillén, född 18 februari 1982, Santa Cruz de Mora, Mérida, Venezuela, är en venezolansk professionell tävlingscyklist sedan 2003. Han tävlar för det italienska stallet Androni Giocattoli sedan säsongen 2011, men har tidigare tävlat för Caisse d'Epargne, Unibet.com Cycling Team, Quick Step-Innergetic, Colombia-Selle Italia och Ceramica Flaminia-Bossini Docce. Rujano är med sina 162 centimeter en av de minsta proffscyklisterna och en mycket duktig klättrare. 
Rujano blev hyllad efter sina klättringar i Giro d'Italia 2005 som ledde honom till en tredje plats totalt. Han vann även den 19:e etappen på samma tävling, uppför Passo dello Stelvio, vilket var den högsta punkten i Giro d'Italia 2005 och utnämndes därför som Cima Coppi under tävlingen.
Rujano blev venezolansk tempomästare 2007 men hade i övrigt ett problematisk år efter en vurpa under Amstel Gold Race.
Rujano cyklade för UCI ProTour-stallet Caisse d'Epargne under 2008 och under året slutade han sexa på Tyskland runt, men efter säsongen fick han inget nytt kontrakt med stallet, och inför säsongen 2009 valde han att tävla för det mindre venezolanska stallet Gobernación del Zulia Alcaldía de Maracaibo.
Säsongen 2009 startade med att José Rujano vann etapperna 7, 10 och 11 under den venezolanska tävlingen Vuelta al Tachira. Rujano blev venezolansk tempomästare i maj. En månad senare vann han etappernas 6, 8 och 10 under Vuelta a Colombia. Han slutade trea på etapp 7 av tävlingen bakom Santiago Botero och Freddy Montaña. Rujano vann etapp 8 och 9 av Vuelta a Venezuela; vilket ledde till att han stod som segrare av tävlingen. Han vann etapp 2a av den venezolanska tävlingen Vuelta a Tovar, och tog också hem segern i tävlingen.
Inför säsongen 2010 blev Rujano kontrakterad av Team ISD.
Till säsongen 2011 blev Rujano kontrakterad av Androni Giocattoli. Han tog i maj en seger på den 13 etappen av Giro d'Italia.

## Meriter
2011
1:a, etapp 13, Giro d'Italia
2009
1:a, etapp 7, Vuelta al Tachira
1:a, etapp 10, Vuelta al Tachira
1:a, etapp 11, Vuelta al Tachira
1:a,  Nationsmästerskapens tempolopp
1:a, etapp 6, Vuelta a Colombia
1:a, etapp 8, Vuelta a Colombia
1:a, etapp 10, Vuelta a Colombia
3:a, etapp 7, Vuelta a Colombia
2008
2:a, etapp 8, Schweiz runt
4:a, etapp 14, Giro d'Italia
2007
1:a,  Nationsmästerskapens tempolopp
3:a, etapp 8, Tour de Langkawi
2006
1:a, Trofeo Ergon
2005
1:a, Vuelta al Tachira
1:a, etapp 6 Vuelta al Tachira
1:a, etapp 7 Vuelta al Tachira
1:a, etapp 13 Vuelta al Tachira
1:a, etapp 20 Giro d'Italia
1:a, Bergsmästartävlingen, Giro d'Italia
1:a, Kombinationstävlingen, Giro d'Italia
1:a, Clasico Ciclistico Banfoandes
1:a, etapp 4, Clasico Ciclistico Banfoandes
1:a, etapp 7, Clasico Ciclistico Banfoandes
1:a, etapp 8, Clasico Ciclistico Banfoandes
2:a, etapp 17, Giro d'Italia
2:a, Tour de Langkawi
2:a, etapp 8, Tour de Langkawi
3:a, Giro d'Oro
3:a, etapp 4, Tour de Langkawi
3:a, Giro d'Italia
3:a, etapp 13, Giro d'Italia
3:a, etapp 14, Giro d'Italia
2004
1:a, Vuelta a Santa Cruz de Mora
1:a, Vuelta al Tachira
1:a, etapp 5 Vuelta al Tachira
1:a, etapp 13 Vuelta al Tachira
2:a, etapp 9, Vuelta a Venezuela
2:a, Panamerikanska mästerskapen - tempolopp
2:a, etapp 8, Vuelta al Tachira
3:a, Vuelta a Venezuela
3:a, etapp 10, Vuelta al Tachira
3:a, etapp 12, Vuelta al Tachira
2003
1:a, etapp 4, Clasico RCN

## Stall
- Colombia-Selle Italia 2003–2006
- Quick Step-Innergetic 2006
- Unibet.com Cycling Team 2007
- Caisse d'Epargne 2008
- Gobernación del Zulia Alcaldía de Maracaibo 2009
- Team ISD 2010
- Androni Giocattoli 2011–